# Antocha (Orimargula) maculipleura
Antocha (Orimargula) maculipleura is een tweevleugelige uit de familie steltmuggen (Limoniidae). De soort komt voor in het Oriëntaals gebied.